# Синґлетон (математика)
В математиці, сінґлетон — це множина з одним єдиним елементом. Наприклад, множина {0} сінґлетон.

## Властивості
Варто зауважити, що така множина як {{1, 2, 3}} також сінґлетон, її єдиним елементом є множина (яка щоправда вже не є сінґлетоном).
Множина сінґлетон тоді і тільки тоді, коли її потужність = 1. 